# Dominik Flammer
Dominik Flammer (* 7. Dezember 1966 in St. Gallen) ist Buch- und Drehbuchautor, der sich mit der Geschichte der Ernährung befasst. Im Mittelpunkt seiner Arbeit steht das kulinarische Erbe des Alpenraums.

## Leben
Dominik Flammer war Korrespondent der Schweizerischen Depeschenagentur (SDA) und arbeitete zwanzig Jahre für Schweizer Medien. Er ist Inhaber der Zürcher Agentur Public History Food, die sich in Zusammenarbeit mit der Partneragentur Public History Research auf die historische Recherche für die Wirtschaft und für die Ernährungsgeschichte spezialisiert.
Für das Buch Das kulinarische Erbe der Alpen (2012) reiste Flammer sieben Jahre durch die Alpen, um nach vergessenen Lebensmitteln, Nutztierrassen, Rezepttraditionen sowie Obst- und Gemüsesorten zu forschen. Es folgten Das kulinarische Erbe der Alpen – Das Kochbuch sowie Das kulinarische Erbe der Alpen – Enzyklopädie der alpinen Delikatessen sowie im Oktober 2022 Das kulinarische Erbe der Alpen – Honig der Alpen. Parallel zur Buchserie hat Flammer unter der Federführung der Münchner Filmproduktion Megaherz vier Filme zu den einzelnen Themen des kulinarischen Erbes produziert: «Urkäse», «Getreide», «Vieh» und «Fische». Die Filme wurden im Auftrag des Bayerischen Fernsehens und unter Beteiligung aller drei Landessender des Schweizer Fernsehens gedreht und sind auf Deutsch, Französisch und Italienisch erschienen.
Flammer ist Initiator des Culinarium Alpinum. Das ehemalige Kapuzinerkloster in Stans im Kanton Nidwalden wurde im Sommer 2020 eröffnet.
Dominik Flammer hält Vorträge und Seminare über die Ernährungsgeschichte des Alpenraums und berät die Gastronomie zur Stärkung der regionalen Kulinarik.

## Veröffentlichungen (Auswahl)
- Mit Johannes Gruber, Sylvan Müller: Das kulinarische Erbe der Alpen – Honig der Alpen. AT Verlag, 2021, ISBN 978-3-03902-092-8
- Mit Monica Rottmeyer, Tina Sturzenegger: Dinkelreis & Pfefferchirsi. AT Verlag, 2016, ISBN 978-3-03800-939-9.
- Mit Sylvan Müller: Das kulinarische Erbe der Alpen – Das Kochbuch. AT Verlag, 2013, ISBN 978-3-03800-746-3.
- Mit Sylvan Müller: H. Schwarzenbach – Das Zürcher Kochbuch. AT Verlag, 2013, ISBN 978-3-03800-782-1.
- Mit Sylvan Müller: Enzyklopädie der alpinen Delikatessen. AT Verlag, 2013, ISBN 978-3-03800-829-3.
- Mit Sylvan Müller: Das kulinarische Erbe der Alpen. AT Verlag, 2012, ISBN 978-3-03800-735-7.
- Mit Fabian Scheffold: Schweizer Käse. AT Verlag, 2009, ISBN 978-3-03800-474-5.

## Ehrungen
- 2009: Schweizer Käse: Trophée Charles Exbrayat beim Grand Prix du livre gastronomique des Club Prosper Montagné[1]
- 2010: Schweizer Käse: Goldene Feder der Gastronomischen Akademie Deutschlands (GAD)
- 2011: Schweizer Käse: Prix «Jo Fauchère – Guide de montagne» des Rencontre Internationale du Livre de Montagne[2]
- 2012: Das kulinarische Erbe der Alpen: Trophée Charles Exbrayat beim Grand Prix du livre gastronomique des Club Prosper Montagné[1]
- 2013: Das kulinarische Erbe der Alpen: Goldmedaille der GAD[3]
- 2013: H. Schwarzenbach – Das Zürcher Kochbuch: Trophée Charles Exbrayat beim Grand Prix du Livre Gastronomique des Club Prosper Montagné[1]
- 2014: Das kulinarische Erbe der Alpen – Das Kochbuch. Goldmedaille der GAD[4]
- 2015: Das kulinarische Erbe der Alpen – Enzyklopädie der alpinen Delikatessen: Goldmedaille der GAD[5]
- 2018: Dinkelreis & Pfefferchirsi: Trophée Charles Exbrayat beim Grand Prix du Livre Gastronomique des Club Prosper Montagné[6]
- 2022: Das kulinarische Erbe der Alpen – Honig der Alpen. Goldmedaille der GAD[7]